# Hämnden är ljuv (1915)
Hämnden är ljuv är en svensk kort dramafilm från 1915 i regi av Edmond Hansen.

## Om filmen
Filmen premiärvisades 24 augusti 1915 på biograf Regina i Stockholm, den spelades in vid Svenska Biografteaterns ateljé på Lidingö av Henrik Jaenzon. Som förlaga har man John Moréns berättelse Hämnden är ljuv.

## Rollista
- Eric Lindholm – Nr 15 August
- Stina Berg – Augusta, majorens köksa
- Lili Ziedner – Hennes syster
- Edmond Hansen – Major
- Erik A. Petschler – Kypare